# 李钧 (物理学家)
李钧（1930年3月3日—1994年4月4日），男，湖南邵阳人，中国电离层物理与电传播学家，曾任中国科学院武汉物理研究所研究员。主要研究方向包括电离层中的不均匀结构和扰动、电离层扰动的无线电探测，以及扰动电离层中的无线电波传播。

## 生平
1955年毕业于武汉大学物理系，1958年该校研究生空间物理专业毕业。1991年当选为中国科学院学部委员（院士）。1994年4月4日在出差途中逝世。